# Evakuering af finsk Karelen
Evakueringen af finsk Karelen var en af de tvangforflytninger, som fandt sted i forbindelse med 2. verdenskrig. Som et resultat af Moskva-fredstraktaten fra 1940, der afsluttede Vinterkrigen, måtte Finland afstå området finsk Karelen og andre områder til Sovjetunionen. En følge heraf var, at omkring 410.000 finske karelere eller 12% af Finlands befolkning, blev evakueret til resten af Finland.
Traktaten krævede ikke at Finland skulle affolke de afståede områder, men næsten ingen var villig til at blive boende, da man var vel vidende om den skæbne, der havde overgået finsksprogede i grænseegnene i 1930-erne, og næsten hele den berørte befolkning valgte at flytte og tage deres ejendele med. Kun de bygninger og maskiner, de efterlod, skulle efterlades intakte som en betingelse i fredstraktaten, som for det meste også blev opfyldt.
Under Fortsættelseskrigen vendte omkring 260.000 af den fordrevne befolkning tilbage. I juni 1944 trak de finske tropper sig tilbage fra nogle områder igen som følge af den sovjetiske strategiske offensiv. Samtidig blev befolkningen evakueret igen.
Paris-fredstraktaterne af 1947 påtvang endegyldigt den finske afståelse af territorier. De evakuerede blev permanent bosatte i Finland. Regeringen i Finland støttede genbosættelse på to måder:
1. Man ydede støtte til de evakuerede indbyggere. Familier blev tildelt jord i forhold til deres tidligere ejendom. Der ud over fik alle evakuerede fra Karelen ret til at modtage en gård. Desuden fik byboere og forretningsejere en monetær kompensation. Retten til et nyt hjem blev også udvidet til andre grupper: krigsveteraner, enker og forældreløse børn fra krigen.
2. De private ejere, der måtte afstå jords givet til de evakuerede indbyggere, blev kompenseret økonomisk for tabet af fast ejendom.

Siden 1990-erne har nogle foreninger gjort sig til talsmænd for, at Rusland burde tilbagegive de afståede områder i Karelen til Finland.